# Hippomachus pegasus
Hippomachus pegasus là một loài ruồi trong họ Asilidae. Hippomachus pegasus được Loew miêu tả năm 1858.